# Ziprasidon
Ziprasidon (Geodon, Zeldoks) je atipični antipsihotik. FDA je odobrila ovaj lek februara 2001 za lečenje šizofrenije. U obliku intramuskularne injekcije ziprasidon je odobren za akutnu agitaciju šizofreničnih pacijenata. Ziprasidon je isto tako odobren za akutni tretman manije i mešovitih psihijatrijskih stanja vezanih za manično-depresivnu psihozu.

## Farmakologija
Ziprasidon poseduje afinitet za i deluje na sledećim receptorima i transporterima:
- D2 antagonist
- D3 antagonist
- 5-1A agonist
- 5-1D antagonist
- 5-2A antagonist/inverzni agonist
- 5-2C
- 1 Antagonist
- α1-adrenergic Antagonist
- [neznatan afinitet]

Ziprasidon ima visok afinitet za dopaminske, serotoninske, i alfa adrenergičke receptore i umereni afinitet ha histaminske receptore. Smatra se da deluje kao antagonist na tim receptorima. Ziprasidon takođe pokazuje umerenu inhibiciju sinaptičkog ponovnog preuzimanja serotonina i norepinefrina, mada je klinički značaj toga nepoznat.
Mehanizam dejstva ziprasidona je nije razjašnjen. Pretpostavlja se da je njegovo antipsihotičko dejstvo prvenstveno posredovano antagonizmon na dopaminskim receptorima, specifično D2 podtipu. Serotoninski antagonizam takođe može da ima ulogu u efektivnosti ziprasidona, mada je značaj 5-2A antagonizma predmet debata među naučnicima. Zipratidon je verovatno najselektivniji za  receptore u odnosu na D2 i 5- receptore među neurolepticima. Antagonizam na histaminskim i alfa adrenergičkim receptorima je verovatan razlog za neke od nuspojava ziprasidona, poput sedacije i ortostaze.

## Literatura
- Taylor, David (2006). „Ziprasidone”. Schizophrenia in focus. ISBN 978-0-85369-607-0.

## Spoljašnje veze
- Geodon
- Uputstva

|  | Molimo Vas, obratite pažnju na važno upozorenje u vezi sa temama iz oblasti medicine (zdravlja). |